# 64DD
64DD（ロクヨンディーディー）は、任天堂とアルプス電気の共同開発によるゲーム機NINTENDO 64の周辺機器。本体の下に取り付けて使用する磁気ディスクドライブである。

## 歴史
任天堂のゲームソフト開発者の中に、外から新しいゲームのキャラクターデータやコースデータ等のプログラムを追加・変更してゲームを動的に変化させたいという希望があり、「ロムカセットに見られるデータ容量の制限を克服した上で、CD-ROMでは実現できない大容量の書き換え領域を活用することにより、ユーザーに新しい遊びを提供する周辺機器」として開発が始まった。そのためにかつてのファミコンディスクシステムのようにディスクライターを店頭に設置する予定だった。
NINTENDO 64発表当初から情報を公開しており、1996年11月22日 - 24日まで開催された任天堂スペースワールドでソフトが出展されるなど、ユーザーの間では長らく発売が待たれていた。スクウェアは、任天堂とジャストシステムとで合弁会社を設立し、64DD向けソフト開発を行っており、通信ネットワーク事業も運用する予定だったが、スクウェアが64DDから撤退するなど、ソフト開発の遅れやNINTENDO 64自体の普及が進まなかったことなどにより発売の延期が繰り返されていた。
その後、ドリームキャストやPlayStation 2といった第6世代ゲーム機に今後の注目が移っていた1999年初夏に、任天堂とリクルートが合弁会社「株式会社ランドネットディディ」を通じて提供するネットワークサービス、ランドネット専用の通信端末としての発売が決定する。
ランドネットディディを設立する事になる香山哲が関わる前までは、任天堂から発売される予定だったが、ランドネットディディが64DDの販売に関する権利を買い取った上、64DD向けゲームソフトの販売権も有していたため、ハード・ソフトとも任天堂やソフトメーカーが小売店等で販売する事ができず、流通経路が制約された。また、香山はランドネットディディ、マリーガル・マネジメント時代に任天堂に不義理をしており、任天堂の怒りを買うことになる。
当初64DD用として開発されていたソフトのほとんどが64DDの商用化の遅れにより計画が変更され64カセットでの発売となったこと、更にはNINTENDO 64の次世代機となるドルフィンの開発着手が1999年春に公表されていた事で、将来性を疑問視されたことも普及を鈍らせた。また、発表時には北米での展開も示唆されていたものの、最終的に日本国外では発売されなかった。

## ハードウェア
本体のカセット差込口を塞がない設計となっており、カセット型の周辺機器やカセットソフトをディスクで拡張するといった遊びに対応している。実際にカセットで発売されたソフトの一部（『ゼルダの伝説 時のオカリナ』、『マリオパーティ』など）には、64DDを用いてステージなどを追加する予定があった。その名残か、本体に64DDを接続してこれらのソフトを起動すると、64DDの拡張パックについてのメッセージが表示され、64DDにディスクを挿入したまま起動すると「ディスクが間違っています。」という旨のエラーメッセージが表示される（そもそも64DDに対応していないソフトを起動した場合、エラーメッセージは表示されない）。
また、本体上面には更なる付属機器を追加出来るようにコードを通すS字の溝があるが、使用する必然性のある周辺機器が発売されることは無かった。発表当時のイラストによると、モデムとして実際に発売されたカートリッジ型のものではなくコントローラーポートにつなぐケーブル接続型のものが検討されていたため、それを後ろ側へ逃がすための溝であったとみられる。
名称
当初「NINTENDO64 DISK DRIVE」の略称だったが、発売時には正式名称になった。
磁気ディスク
「64DDディスク」は過去のディスクシステム用のそれよりも大型で分厚く、裏表非対象のデザインとなった。側面にはタイトルラベル用のスペースがあり、ドライブにセットした状態でもタイトルを確認できる。
容量はパソコンフロッピーの約45枚に相当する64MBであり、そのうち、20MBは書き込みが可能。CD-ROMの540MBには及ばない。この点について開発責任者の竹田玄洋は「容量は多いのは少ないよりもいい」「しかし64DDというのは、書き換えられるというのが基本にあるわけです。そこでは、やっぱり読み出し専用のものと同じくらいの容量はありえない」「そういうふうにコストとかをいろいろ考えた上でそう決まった（中略）折り合いのついたところがそのへんだった」と述べている。磁気ディスクを使用して性能を使いきるソフトの制作は、かなりの期間が必要となり、ソフトの制作は追いついていなかった。当初は64DDで発売する予定だった『ゼルダの伝説 時のオカリナ』はロムカセットでの発売に変更された。
ランドネットサービス

2000年2月に開始されたネットワークサービス。当初は1999年12月1日にサービス開始予定だった。2001年2月28日にサービスを終了した。

### 仕様
- 型名：NUS-010（JPN）
- 記録方式：両面磁気記録
- フォーマット容量：約64.45Mバイト（64,458,560バイト）
- データ転送レート：約1.0Mバイト/秒（最大）約0.79Mバイト/秒（平均）5.4倍速CD-ROMドライブに相当。
- ディスクの寸法：101×103×10.2mm / 重量：1.6kg
- ドライブ本体の寸法：260×190×78.7mm
- モーター起動時間：1.9秒以下。(エラー訂正機能あり)
- 拡張メモリ：4Mバイト[10]
- 電源：NINTENDO 64より供給
- 時計機能：内蔵

かつてのファミリーコンピュータ用のディスクシステム、セガのメガドライブ用のメガCD、スーパーファミコン用のサテラビューと同様の本体下部設置型の周辺機器であるが、専用のACアダプタ又は単2電池6本が必要だったディスクシステム、専用のACアダプタが必要だったセガのメガCD、専用のACアダプタと電源中継ボックスが必要だったサテラビューと比べて、NINTENDO 64本体から追加機器を使わずに電源を供給できるという部分が進歩点。両面読み込みに対応し手動でディスクを裏返す必要もなくなったため、ディスクと差込口の形状も裏表非対称となり、表を上向きにする差し込み方以外は物理的にできなくなっている。

## 周辺機器

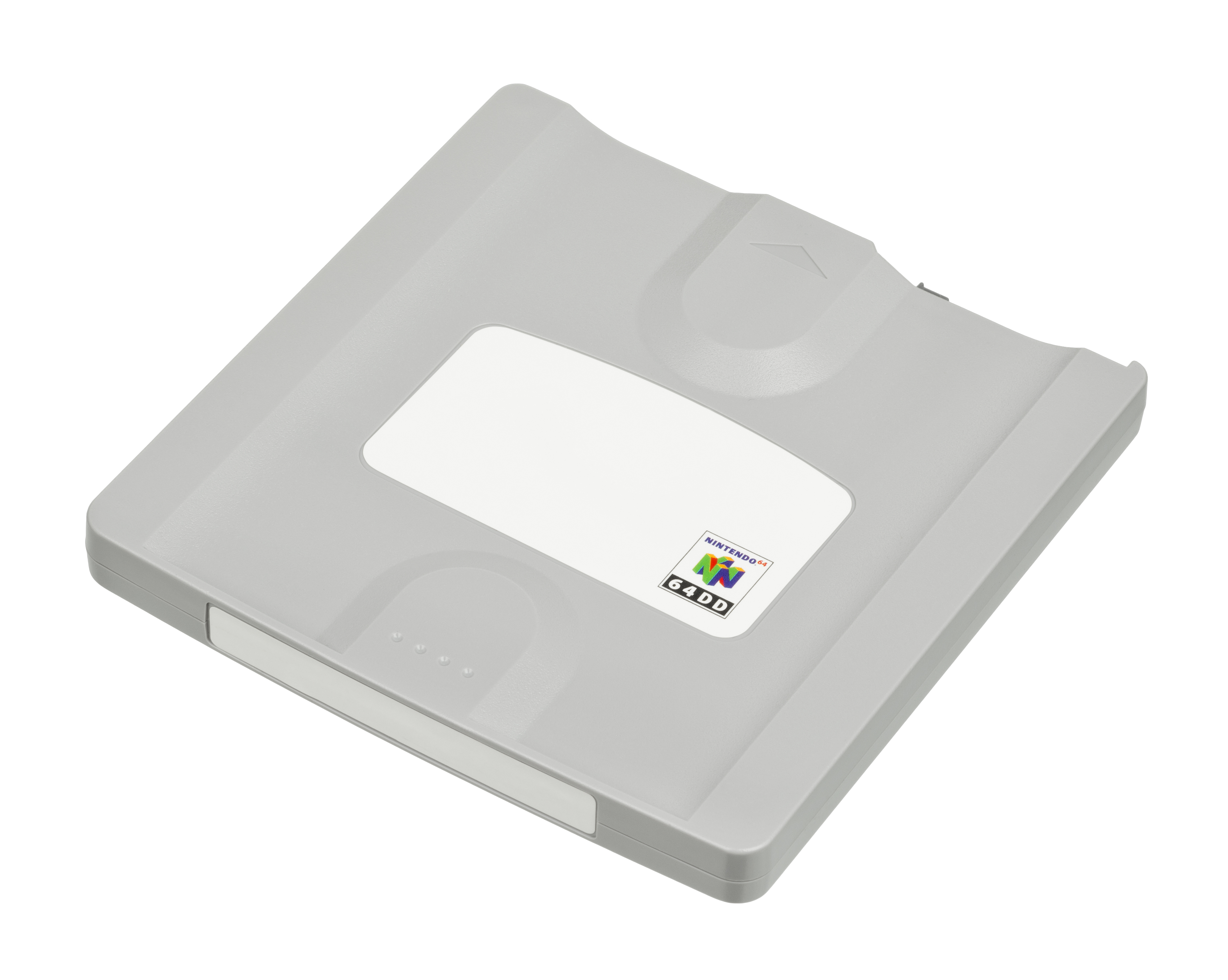
64DDディスク
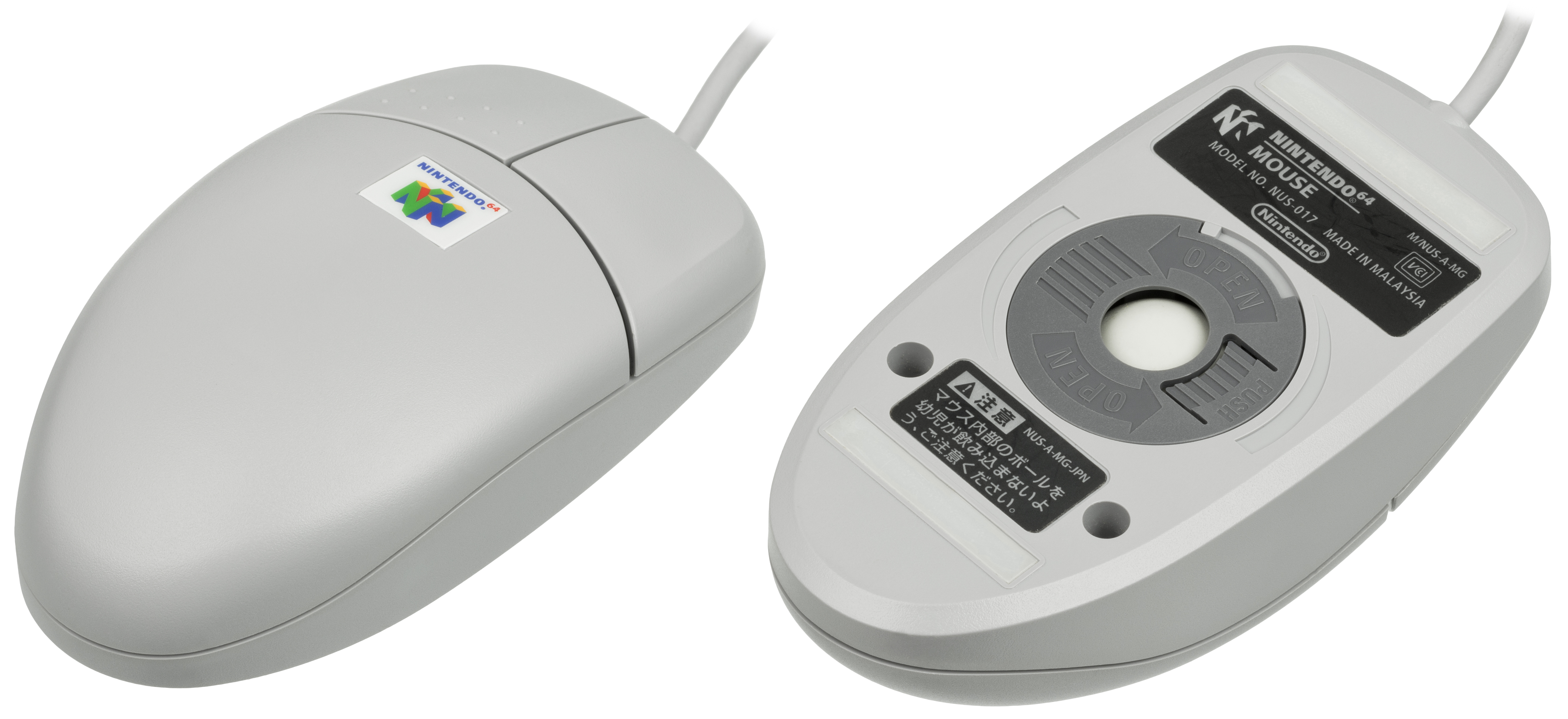
マウス
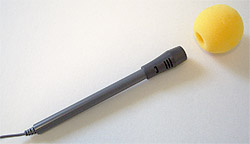
マイクとマイクカバー
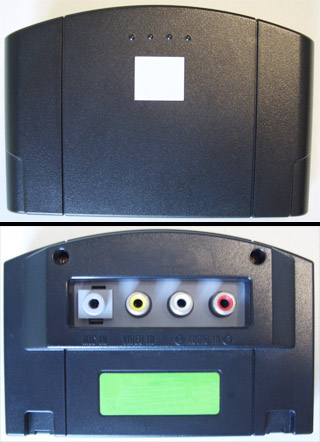
キャプチャーカセット
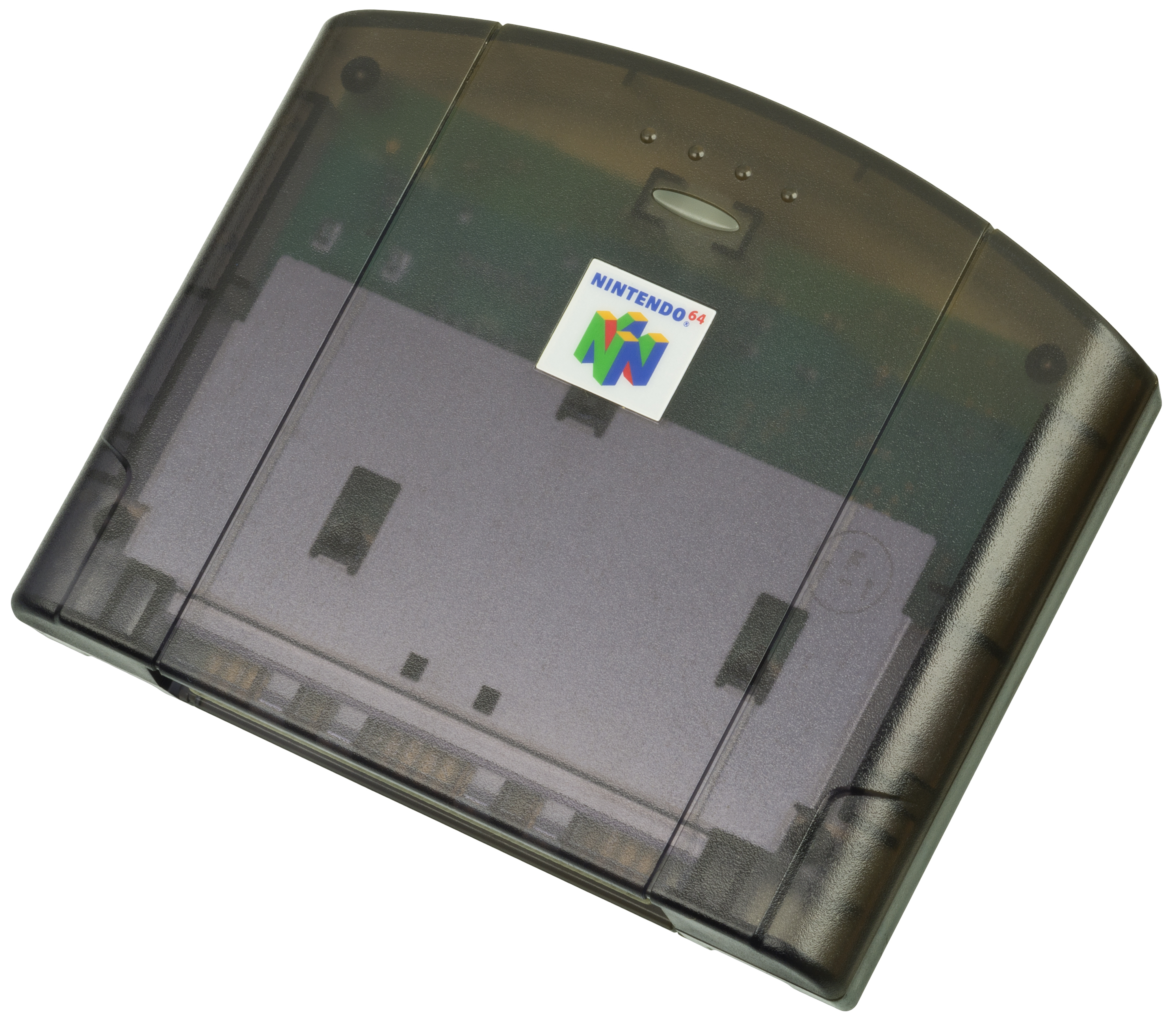
モデム
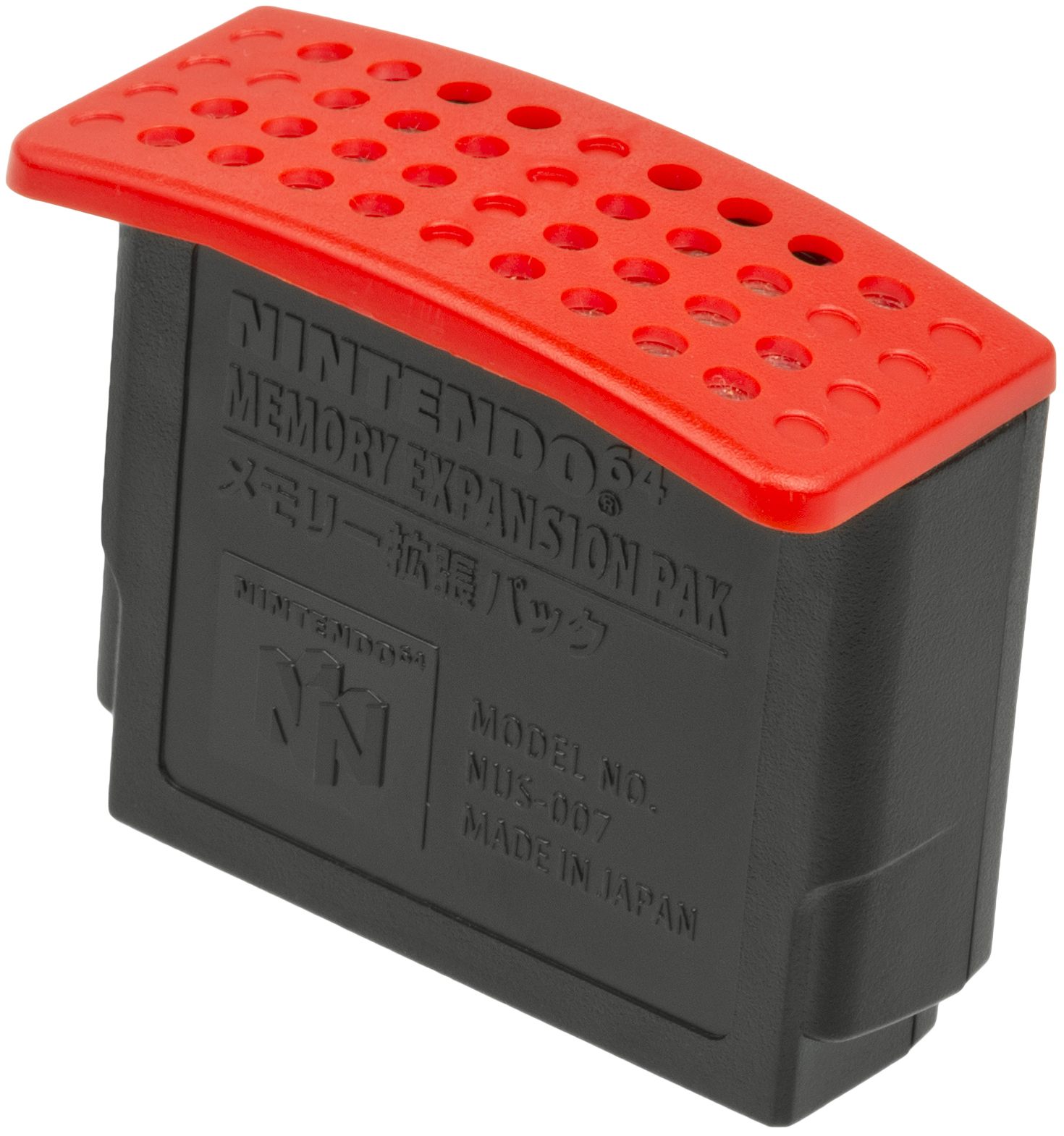
メモリー拡張パック

| 型番    | 名称                 | 備考 |
| ------- | -------------------- | --- |
| NUS-007 | メモリー 拡張パック  | 旧称は「ハイレゾパック」。 4.5MBの増設メモリで、本体上部手前の36Pinメモリー拡張コネクタに接続する。 本体のメモリも4.5MBであるため、メモリー拡張パックを使うことで容量を一気に倍加できる。 本体に同梱。                                                                                 |
| NUS-010 | 64DD                 | 詳細は「仕様」を参照。 |
| NUS-011 | 64DDディスク         | 64DDのゲームプログラムを格納した専用メディア。 データ容量は約64MBだが、その内約38MBは追記用の領域になっている。 仕組みとしてはZipに近い磁気ディスクとなっている。 「ダイナミックデータディスク」（DDD）という呼称もあった。                                                            |
| NUS-017 | マウス               | ボール式の2ボタンマウス。 コントローラポートに接続して使用する。 対応ソフトは『マリオアーティストシリーズ』と『デザエモン3D』。 『マリオアーティスト ペイントスタジオ』に同梱。 |
| NUS-021 | マイク               | 単一指向性のモノラルマイク。 キャプチャーカセットに接続して使用する。 NINTENDO64音声認識システムに使用されていたものと同一である。 『マリオアーティスト タレントスタジオ』に同梱。 |
| NUS-026 | マイクカバー         | 球状の黄色いスポンジで、マイクのセンサー部分にかぶせ、息や風の音を軽減する。 NINTENDO64音声認識システムに使用されていたものと同一である。 マイクに同梱。 |
| NUS-028 | キャプチャーカセット | RCAジャック（映像、音声L、音声R）とマイク用ミニジャックがついたカセットで、映像や音声を取り込むことができる。 プラグインパワー方式で電源を供給している為、専用マイク等のコンデンサマイク以外は絶対にミニジャックに接続してはいけない。 『マリオアーティスト タレントスタジオ』に同梱。 |
| NUS-029 | モデム               | 本体のカセット挿入口に接続して使用する専用モデム。 通信速度は28.8kbps。 本体に同梱。 |
| HVC-053 | モジュラーケーブル   | モデムに接続する長さ4mの電話線。 元々はファミリーコンピュータの周辺機器「通信アダプタセット」に付属していた物で、ニンテンドー ゲームキューブのモデムアダプタにも付属している。 本体に同梱。                                                                                            |
| RND-001 | キーボード           | 専用キーボード。 対応ソフトは『ランドネットディスク』のみ。 |
| 不明    | 64GBケーブル         | N64のコントローラ端子とつなぎ、ゲームボーイカラーを画面付きコントローラとして使用するためのケーブル。『DT』や『ダービースタリオンDD』で使用する予定だったが、発売する事なくランドネットのサービスが終了してしまった。                                                                  |

## 専用ソフト
64DD専用ソフトには以下の10タイトルが存在する。この内、『ランドネットディスク』と『マリオアーティスト コミュニケーションキット』の通信機能はランドネットのサービスが終了した現在は使用することができない。

### ランドネットセットに含まれていたソフト
これらのソフトは会費以外の代金を別途支払う必要は無く、ランドネット入会後に順次配布された。
- 『巨人のドシン1』
- マリオアーティストシリーズ
  - 『マリオアーティスト ペイントスタジオ』
  - 『マリオアーティスト タレントスタジオ』- 本作のアイデアは、後のMiiにつながっていった。
  - 『マリオアーティスト ポリゴンスタジオ』
  - 『マリオアーティスト コミュニケーションキット』
- 『シムシティー64』
- 『F-ZERO X エクスパンションキット』
  - カセットの『F-ZERO X』と併用することで新しいコースが追加される。それに加え、自作のコースやマシンでプレイすることも可能。ディスク単体での使用はできない。
- 『ランドネットディスク』
  - 64DD専用のウェブブラウザ。基幹部分はACCESSのNetFrontを採用し、N64のコントローラでの操作に最適化されている。特に3Dスティックと5つのボタンを使用した文字入力システムは使い勝手が良く、N64ソフト『どうぶつの森』にも採用された。
  - しかし度々バージョンアップが繰り返されたドリームキャスト用の『ドリームパスポート』と比較すると機能は格段に劣っていた。例えば「書く」や「行った」といった基本的な単語が変換できないなど特に漢字変換能力が弱く、辞書機能も無い。また、フォントがウェブ閲覧に適しておらず、しかも文字の大小関係無く同じ大きさで文字が表示されることから一般のウェブサイトの表示は大きく乱れやすかった。さらにAdobe FlashやJavaScript（一部）も非対応である[注 8]。
  - NINTENDO 64用のキーボードに対応した唯一のソフトである。

### 別売りとして販売されたソフト
これらのソフトはランドネットのショッピングサービスにて販売が行われた。
- 『巨人のドシン解放戦線チビッコチッコ大集合』
  - 『巨人のドシン1』の拡張用ディスク。『F-ZERO X エクスパンションキット』と同様、ディスク単体での使用はできない。
- 『日本プロゴルフツアー64（英語版）』
  - このソフトを使用したゲーム大会も行われていた。

## 発売中止になった64DDソフト
発売中止になったソフトはNINTENDO 64や他機種で発売されたものもあれば、ソフトは企画されたものの発売中止になったものもある。

### 移行して発売されたソフト
磁気ディスクの大容量を活かし、ムービーシーンを多用した『ファイナルファンタジーVII』や、書き換え領域を活用した『ドラゴンクエストVII』等のゲームが製作される予定だった。
- 『ファイナルファンタジーVII』 - 1997年1月31日にPlayStationで発売。
- 『がんばれゴエモン64』 - 1997年8月7日にNINTENDO 64『がんばれゴエモン〜ネオ桃山幕府のおどり〜』として発売。
- 『ポケットモンスターDD』 - 1998年8月1日にNINTENDO 64『ポケモンスタジアム』として発売[注 10]。
- 『ゼルダの伝説64』 - 1998年11月21日にNINTENDO 64『ゼルダの伝説 時のオカリナ』として発売。
- 『大乱闘スマッシュブラザーズ』 - 1999年1月21日にNINTENDO 64で発売。
- 『ポケモンスナップ』 - 1999年3月21日にNINTENDO 64で発売。
- 『ビーストウォーズメタルス64』 - 1999年10月1日にNINTENDO 64『トランスフォーマー ビーストウォーズメタルス64』として発売。
- 『ウルトラドンキーコング』 - 1999年12月10日にNINTENDO 64『ドンキーコング64』として発売。
- 『井出洋介の麻雀塾』 - 2000年4月21日にNINTENDO 64で発売。
- 『スーパーマリオRPG2』 - 2000年8月11日にNINTENDO 64『マリオストーリー』として発売。
- 『ドラゴンクエストVII』 - 2000年8月26日にPlayStationで発売（後にニンテンドー3DSでリメイク版が発売）。
- 『どうぶつの森』 - 2001年4月14日にNINTENDO 64で発売。
- 『ファイアーエムブレム64』 - 2002年3月29日にゲームボーイアドバンス『ファイアーエムブレム 封印の剣』として発売。
- 『バイオハザード0』 - 2002年11月21日にニンテンドー ゲームキューブで発売[注 11]。
- 『ゼルダの伝説DD』 - 2002年12月13日発売のニンテンドーゲームキューブ『ゼルダの伝説 風のタクト』の予約特典ディスクとして『ゼルダの伝説 時のオカリナGC 裏』が収録。また、ニンテンドー3DS『ゼルダの伝説 時のオカリナ 3D』にも収録。
- 『オリエンタルブルー 青の天外』 - 2003年10月24日にゲームボーイアドバンスで発売。当初は『天外魔境7』として企画されていた。
- 『MOTHER3 豚王の最期』 - 2006年4月20日にゲームボーイアドバンス『MOTHER3』として発売。

### 発売中止になったソフト
- 『スーパーマリオ64 2』 - 『スーパーマリオ64』の続編。ルイージが登場する予定だった。また、「NINTENDO 64 スペースワールド '96」にて、スーパーマリオ64 ディスク版（SUPER MARIO 64 DISK VERSION）が出展されていた。
- 『マリオペイント64』
- 『ポケットモンスター64』
- 『キャベツ』 - 飼育・育成ゲーム。糸井重里が製作に携わっていた。
- 『ウォール街』 - 実際の株価などを使用する経営シミュレーションゲーム。
- 『マリオアーティスト サウンドメーカー』
- 『カービィのエアライド』 - 2003年7月11日にニンテンドーゲームキューブで発売された同名タイトルとは無関係。
- 『シムコプター64』
- 『デザエモンDD』 - 『デザエモン3D』の拡張ディスクとして発売される予定だった。
- 『飛龍の拳スタジアムDD・SDバージョン』 - 『飛龍の拳ツイン』の拡張ディスクとして発売される予定だった。
- 『飛龍の拳スタジアムDD・リアルバージョン』 - 上記を参照。
- 『現代大戦略 Ultimate War』
- 『DT』
- 『TEO』
- 『将棋』